# برازیلیا ۲۹۳

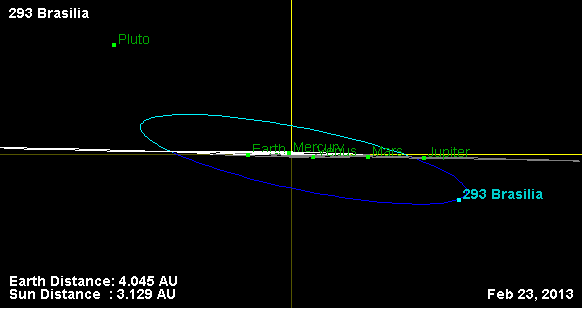
محل قرارگیری سیارک برازیلیا ۲۹۳

سیارک ۲۹۳ (به انگلیسی: 293 Brasilia) دویست و نود و سومین سیارک کشف شده‌است که در ۲۰ مه ۱۸۹۰ و در نیس کشف شد.
قدر مطلق سیارک برابر ۹٫۹۴ است.